# لشتانی
 لشتانی  روستای کوچکی از توابع بخش شیبکوه شهرستان بندر لنگه در استان هرمزگان واقع در جنوب ایران. 
این روستا در ۹ کیلومتری شمال غربی بوالعسکر واقع شده‌است. این روستا میان دو کوه واقع شده‌است.

## محدوده لشتانی
از شمال کوه، از جنوب مرباغ، از مغرب نخل خلفان، و از سمت مشرق به بوالعسکر محدود می‌گردد.

## جمعیت
جمعیت آن در حدود ۸۰ نفر می‌باشد. دارای مسجد، برق، آب‌انبار (برکه)، خانه بهداشت، و دبستان است.

## نژاد
ساکنان این روستا از نژاد عرب و اهل سنت از شاخه حنبلی هستند یعنی از پیروان امام احمد ابن حنبل می‌باشند. 
سکان این روستا به زبان عربی و فارسی به گویش محلی تکلم می‌کنند.

## امرار معاش
اهالی روستا از طریق صید، ماهی‌گیری و کشاورزی امرار معاش می‌کنند. 
حدود ۵۰۰ اصله نخل دیم و ۶۰ من زمین زیر کشت دیم دارد و در زمین‌های آن جو و گندم کشت می‌شود.